# Společný regionální operační program
Společný regionální operační program (dále „SROP“) patřil mezi operační programy podporované z fondů Evropské unie v rámci programového období 2004–2006. Dle tiskové zprávy Ministerstva pro místní rozvoj se řadil mezi nejkomplexnější programy s širokým polem působnosti a velmi vysokou časovou náročností při administraci většiny podporovaných projektů.
Závěrečná zpráva za období 2004–2010 zpracovaná ke dni 30. 6. 2010 uvádí, že SROP respektoval "priority uvedené ve sdělení Komise ke strukturálním fondům a jejich koordinaci s Fondem soudržnosti, přijatém v návaznosti na článek 10 (3) nařízení Rady č. 1260/1999. Priority SROP byly nastaveny tak, aby sledovaly dosažení specifických cílů a řešily klíčové problémy regionů soudržnosti s využitím omezených finančních prostředků pro dané období."

## Cíle SROP

### Globální cíl
- Udržitelný rozvoj založený na konkurenceschopnosti

### Specifické cíle
- vytvoření podmínek pro rozvoj podnikání
- zvýšení flexibility na trhu práce
- zlepšení kvality infrastruktury

## Podstata SROP
SROP „byl jedním z pěti programů, které byly v České republice realizovány na základě Rámce podpory Společenství pro Cíl 1.“
"Společný regionální operační program byl ve zkráceném programovacím období 2004–2006 jediný z operačních programů Cíle 1 (podpora rozvoje regionů v ČR mimo Prahu), který se zaměřil na více oblastí podpory a jeho administrace byla do značné míry decentralizována, na jeho implementaci se v maximální míře podílely regiony soudržnosti a kraje."

### Rámec podpory Společenství
„Rámec podpory Společenství (RPS) je dokument, který schvaluje Evropská komise po dohodě s příslušným státem na základě předloženého Národního rozvojového plánu. RPS je řízen Řídícím orgánem Rámce podpory společenství, který zajišťuje koordinaci veškeré pomoci z fondů EU v České republice. Řídicím orgánem RPS je Ministerstvo pro místní rozvoj ČR - Odbor Rámce podpory Společenství."
SROP byl představován „souhrnným dokumentem zahrnujícím rozvojové priority sedmi regionů soudržnosti (celé území České republiky s výjimkou hl. města Prahy), které mohly být v období 2004–2006 podporovány ze strukturálních fondů EU v rámci Cíle 1.“

## Priority a oblasti podpory SROP
"SROP byl zaměřen na podporu aktivit spadajících především do působnosti krajů a obcí a jeho cílem bylo dosáhnout vyváženého rozvoje regionů.
- Priorita 1: Regionální podpora podnikání
- Priorita 2: Regionální rozvoj infrastruktury
- Priorita 3: Rozvoj lidských zdrojů v regionech
- Priorita 4: Rozvoj cestovního ruchu.
- Priorita 5: Technická pomoc"[3]

## Financování SROP
„Finance byly zajištěny z veřejných zdrojů EU (u většiny opatření příspěvky EU dosáhly 75% veřejných zdrojů programu), zapojily se rovněž i soukromé zdroje. Veřejné zdroje ČR byly zajištěny především ze státního rozpočtu (MMR) a z rozpočtu krajů a obcí.“
Podpora pro SROP ze Strukturálních fondů Evropské unie byla poskytována ze dvou fondů:
- Evropského fondu regionálního rozvoje (ERDF)
- Evropského sociálního fondu (ESF).

## Orientace SROP
„Důraz je v rámci SROP kladen na podporu vyváženého a udržitelného ekonomického rozvoje regionů, který bude vycházet z iniciativ veřejného, neziskového a soukromého sektoru. Program bude založen na eliminaci faktorů, které překážejí rozvoji potenciálu regionu a na využití výhod, které poskytují příležitosti pro ekonomický růst. SROP podporuje především aktivity, jejichž realizace z hlediska platné české legislativy spadá do působnosti obcí nebo krajů. Tím se tento program odlišuje od zbývajících operačních programů, které se zaměřují na realizaci opatření, jež jsou z hlediska české legislativy převážně v působnosti státu. Určitou výjimku představuje priorita 4 - Rozvoj cestovního ruchu, kde vedle podpory aktivit majících místní či regionální charakter budou podporovány i aktivity, které mají horizontální či nadregionální charakter.“
„SROP podporoval především aktivity, jejichž realizace z hlediska platné legislativy spadaly do působnosti obcí nebo krajů. Tím se tento program odlišoval od zbývajících operačních programů, které se zaměřovaly na realizaci opatření, jež byly z hlediska české legislativy převážně v působnosti státu.“
„Cílem SROP bylo především dosažení trvalého hospodářského růstu i růstu kvality života obyvatel regionů prostřednictvím nových ekonomických aktivit s důrazem na tvorbu pracovních míst v regionálním i místním měřítku, na zlepšení kvality infrastruktury a životního prostředí, na všeobecný rozvoj lidských zdrojů a na prohlubování sociální integrace.“
V rámci SROP již není možné podporovat nové projektové záměry, protože programovací období, ke kterému se jeho realizace vázala, skončilo.
"Od nového programovacího období 2007–2013 se uskutečnila v tuzemské implementaci finančních nástrojů regionální politiky Evropské unie významná inovace. Dřívější Společný regionální operační program, spravovaný centrálně, byl nahrazen sedmičkou individuálních Regionálních operačních programů, které jsou řízeny samosprávami jednotlivých krajů, respektive celých regionů soudržnosti."